# Ε-Globin
ε-Globin, epsilon-Globin, oder Hämoglobin epsilon-Kette ist ein Protein aus der Familie der Globine, dessen 147 Aminosäuren lange Polypeptidkette ein Häm als Cofaktor bindet und das so Teil des Proteinkomplexes von embryonalen Hämoglobinen ist – bei Hb Gower-1 (ζ2ε2) und bei Hb Gower-2 (α2ε2) –, die Hämoglobin-Untereinheit epsilon (HBE oder HBE1).
Das ε-Globin ist ein Bestandteil von Hämoglobin-Varianten, die in der Embryonalperiode für den Sauerstofftransport gebildet werden. Beim Menschen wird es vom HBB-Gen codiert, das im Gen-Cluster des β-Globin-Locus (5′ – HBE1 – HBG2 – HBG1 – HBD – HBB-3′) auf Chromosom 11 liegt. Die Expression dieser einander sehr ähnlichen Gene wird hier über eine gemeinsame Kontrollregion geregelt und ist entwicklungsabhängig unterschiedlich. Je nach Entwicklungsphase bzw. Zellmilieu kann die Proteinbiosynthese von entsprechenden ε-, γ-, δ- oder β-Globinen veranlasst werden. Diese Proteine unterscheiden sich voneinander nur in wenigen Aminosäuren ihrer jeweils 147 AS langen Kette; doch zeigen die aus ihnen zusammengesetzten Hämoglobine Unterschiede im Sauerstoff-Bindungsvermögen.

## Funktion
In der menschlichen Embryogenese wird zunächst das Gen für epsilon-Globin (HBE) aktiviert. Schon während der dritten Entwicklungswoche bilden Zellen in den noch extraembryonal gelegenen Blutinseln des Dottersacks bzw. Nabelschnurbläschens die ersten (embryonalen) Hämoglobine. Diese Proteinkomplexe setzen sich aus vier häm-bindenden Globin-Untereinheiten zusammen, die sich paarweise gleichen. Beim embryonalen Hämoglobin „Hb Gower I“ bestehen die beiden Paare aus epsilon-Kette und zeta-Kette – ζ2ε2); beim „Hb Gower II“ sind es epsilon-Ketten und alpha-Ketten – α2ε2. Beide dieser embryonalen Hämoglobine werden später normalerweise durch fötales Hämoglobin (HbF – α2γ2) und anschließend durch die Hämoglobine Erwachsener (HbA(1) – α2β2; HbA2 – α2δ2) verdrängt.